# React.js
React.js är ett Javascript-bibliotek som används för att bygga webbgränssnitt. Biblioteket utvecklades av företagen Facebook och Instagram och är släppt med öppen källkod.